# Diamantino dos Santos
Pour les articles homonymes, voir Dos Santos.
Diamantino Silveira dos Santos, né le 3 février 1961 à Carazinho, est un coureur de fond brésilien spécialisé en marathon. Il est champion d'Amérique du Sud de marathon 1997.

## Biographie
Comme la majorité des enfants brésiliens, Diamantino rêve de devenir footballeur. Néanmoins, à l'âge de 13 ans, il abandonne le football à cause de sa petite taille et décide de se mettre à la course à pied. Après avoir terminé le collège, il s'enrôle dans l'Armée de terre brésilienne où il poursuit son entraînement sportif. En 1984, après avoir atteint le grade de sergent, il quitte l'armée pour se consacrer entièrement à l'athlétisme et rejoint le São Paulo Futebol Clube. Il remporte notamment deux titres de champion du Brésil du 10 000 mètres.
Il s'essaie également à la discipline du marathon où il s'impose dès ses débuts sur le Maratona do Sol,. En 1987, il se révèle sur la scène internationale en terminant deuxième du marathon de Rome en 2 h 16 min 35 s derrière Gelindo Bordin puis douzième du marathon de New York en 2 h 14 min 55 s.
Le 16 avril 1988, il parvient à battre de justesse le favori Francesco Panetta pour s’imposer en 1 h 2 min 51 s sur la Stramilano. Engagé sur le marathon olympique à Séoul, il se classe 48e en 2 h 25 min 13 s.
Le 1er octobre 1989, il participe pour la première fois à la course Morat-Fribourg. S'immisçant dans le peloton de tête, il joue des coudes avec les favoris pour rester en tête et prend finalement l'avantage dans la dernière ligne droite. Il s'impose en 52 min 49 s, à quatre secondes du record de Markus Ryffel.
Avec la dissolution de l'équipe d'athlétisme du São Paulo Futebol Clube au début des années 1990, Diamantino décide de passer ses étés en Europe pour y décrocher des primes de victoire. Il s'installe chez sa sœur à Saint-Moritz,.
S'entraînant régulièrement en altitude, il s'essaie à la course en montagne et remporte notamment la course de montagne du Danis en 1991. Le 6 octobre, il lutte au coude-à-coude avec Markus Ryffel lors de la course Morat-Fribourg mais voit son adversaire abandonner dans la descente sur Pensier. Il mène alors le rythme en tête et largue son dernier adversaire, le Kazakh Alexander Saprikin, dans la dernière ligne droite pour s'offrir sa troisième victoire d'affilée. Le 27 octobre, il s'impose au marathon de Carpi en 2 h 11 min 28 s, signant son record personnel et atteignant la onzième place du classement mondial de l'année.
Le 9 août 1992, il s'élance sur le marathon des Jeux olympiques à Barcelone mais abandonne à cause de problèmes de santé.
Il participe à ses troisièmes olympiades en 1996 à Atlanta. Il termine à la 73e place du marathon en 2 h 26 min 53 s.
Le 1er juin 1997, il termine deuxième du marathon de São Paulo derrière le Kényan Vincent Cheruiyot. L'épreuve comptant comme championnats d'Amérique du Sud de marathon, il remporte le titre.
Le 5 avril 1998, il effectue une solide course lors du marathon de São Paulo. Parvenant à devancer le tenant du titre, le Kényan Vincent Cheruiyot, il s'impose en 2 h 16 min 55 s.
En 2000, il se pare de bronze lors des championnats d'Amérique du Sud de marathon à São Paulo, puis décroche la médaille d'argent en 2002 derrière son compatriote Vanderlei de Lima.
Il devient par la suite entraîneur, notamment pour sa femme Marizete Rezende,,.

## Palmarès

### Route
| Année | Compétition                                | Lieu                | Place | Épreuve          | Performance     |
| ----- | ------------------------------------------ | ------------------- | ----- | ---------------- | --------------- |
| 1987  | Stramilano                                 | Milan               | 2e    | Semi-marathon    | 1 h 3 min 34 s  |
| 1987  | Marathon de Rome                           | Rome                | 2e    | Marathon         | 2 h 16 min 25 s |
| 1987  | Marathon de New York                       | New York            | 12e   | Marathon         | 2 h 14 min 55 s |
| 1988  | Stramilano                                 | Milan               | 1er   | Semi-marathon    | 1 h 2 min 51 s  |
| 1988  | Ponte in Fiore                             | Ponte in Valtellina | 1er   | Course populaire | 28 min 6 s      |
| 1988  | Marathon de Munich                         | Munich              | 2e    | Marathon         | 2 h 13 min 12 s |
| 1988  | Jeux olympiques d'été                      | Séoul               | 48e   | Marathon         | 2 h 25 min 13 s |
| 1989  | Coupe du monde de marathon                 | Milan               | 11e   | Marathon         | 2 h 13 min 57 s |
| 1989  | Ponte in Fiore                             | Ponte in Valtellina | 2e    | Course populaire | 28 min 54 s     |
| 1989  | Course Morat-Fribourg                      | Fribourg            | 1er   | Course populaire | 52 min 49 s     |
| 1989  | Giro Podistico di Pettinengo               | Pettinengo          | 2e    | Course populaire | 36 min 38 s     |
| 1989  | Corrida de la Saint-Sylvestre              | São Paulo           | 3e    | Course populaire | 37 min 28 s     |
| 1990  | Ponte in Fiore                             | Ponte in Valtellina | 2e    | Course populaire | 28 min 12 s     |
| 1990  | Course Morat-Fribourg                      | Fribourg            | 1er   | Course populaire | 53 min 57 s     |
| 1990  | Marathon de Carpi                          | Carpi               | 3e    | Marathon         | 2 h 13 min 38 s |
| 1991  | Marathon de Madrid                         | Madrid              | 6e    | Marathon         | 2 h 16 min 49 s |
| 1991  | Greifenseelauf                             | Uster               | 1er   | Course populaire | 1 h 0 min 11 s  |
| 1991  | Course Morat-Fribourg                      | Fribourg            | 1er   | Course populaire | 53 min 33 s     |
| 1991  | Marathon de Carpi                          | Carpi               | 1er   | Marathon         | 2 h 11 min 28 s |
| 1993  | Grand Prix de Berne                        | Berne               | 2e    | 10 miles         | 49 min 10 s     |
| 1993  | Trierer Stadtlauf                          | Trèves              | 1er   | Semi-marathon    | 1 h 5 min 38 s  |
| 1993  | Maratona d'Italia                          | Carpi               | 3e    | Marathon         | 2 h 12 min 22 s |
| 1994  | Maratona d'Italia                          | Carpi               | 2e    | Marathon         | 2 h 13 min 1 s  |
| 1995  | Marathon de Porto Alegre                   | Porto Alegre        | 2e    | Marathon         | 2 h 18 min 34 s |
| 1995  | Marathon de São Paulo                      | São Paulo           | 4e    | Marathon         | 2 h 21 min 34 s |
| 1996  | Marathon de Rio de Janeiro                 | Rio de Janeiro      | 2e    | Marathon         | 2 h 17 min 29 s |
| 1996  | Jeux olympiques d'été                      | Atlanta             | 73e   | Marathon         | 2 h 26 min 53 s |
| 1997  | Championnats d'Amérique du Sud de marathon | São Paulo           | 1er   | Marathon         | 2 h 17 min 23 s |
| 1997  | Marathon de New York                       | New York            | 19e   | Marathon         | 2 h 21 min 16 s |
| 1998  | Marathon de São Paulo                      | São Paulo           | 1er   | Marathon         | 2 h 16 min 55 s |
| 2000  | Championnats d'Amérique du Sud de marathon | São Paulo           | 3e    | Marathon         | 2 h 17 min 57 s |
| 2000  | Marathon de Rio de Janeiro                 | Rio de Janeiro      | 2e    | Marathon         | 2 h 19 min 20 s |
| 2002  | Championnats d'Amérique du Sud de marathon | São Paulo           | 2e    | Marathon         | 2 h 16 min 43 s |
| 2002  | Hallwilerseelauf                           | Beinwil am See      | 3e    | Semi-marathon    | 1 h 6 min 11 s  |
| 2005  | Marathon de Porto Alegre                   | Porto Alegre        | 3e    | Marathon         | 2 h 23 min 56 s |

### Course en montagne
| no  | masculin          | Course                      | Longueur | Départ          | Temps       |
| --- | ----------------- | --------------------------- | -------- | --------------- | ----------- |
| 1re | Médaille d'or     | Course de montagne du Danis | 10,4 km  | 7 juillet 1991  | 41 min 38 s |
| 2e  | Médaille d'argent | Course de montagne du Danis | 10,4 km  | 12 juillet 1992 | 41 min 15 s |

## Records
| Épreuve       | Performance     | Date              | Lieu                |
| ------------- | --------------- | ----------------- | ------------------- |
| 10 000 mètres | 28 min 47 s 72  | 1er juin 1990     | Martigny            |
| 10 kilomètres | 29 min 2 s      | 26 mai 1990       | Città di Castello   |
| 15 kilomètres | 46 min 52 s     | 31 décembre 1995  | São Paulo           |
| 10 miles      | 48 min 22 s     | 11 septembre 1992 | Navazzo di Gargnano |
| Semi-marathon | 1 h 3 min 29 s  | 8 avril 1989      | Milan               |
| 25 kilomètres | 1 h 22 min 13 s | 17 mars 2002      | Aracaju             |
| Marathon      | 2 h 11 min 28 s | 27 octobre 1991   | Carpi               |